# Goran Dodig
Goran Dodig (Preko, 26. svibnja 1947.), hrvatski političar i specijalist psihijatrije.

## Znanstveno napredovanje
Diplomirao je na Medicinskom fakultetu u Zagrebu (1973.) i specijalizirao psihijatriju (1981.). Magistrirao je (1984.) i doktorirao (1996.). Stekao je titulu docenta (1998.), izvanrednog profesora (2003.), a zatim i redovnog profesora (2008.) na Medicinskom fakultetu u Splitu. 

## Javno-politički angažman
Bio je član Skupštine Fonda zdravstvenog osiguranja i zdravstva Hrvatske (1990.), zamjenik povjerenika Vlade RH za koordinaciju kriznih štabova više općina (1991.), pomoćnik ministra obrane (1993.), koordinator Vlade RH za obnovu građanske tolerancije (1995.), predstojnik Ureda za međunacionalne odnose (1995. – 1998.), član Nacionalnoga zdravstvenog vijeća (1995.) Od 1998. godine predstojnik je Klinike za psihijatriju KBC-a Split.
Bio je jedan od studentskih vođa u vrijeme Hrvatskog proljeća. Devedesetih je bio kratko angažiran u HSLS-u, ali ubrzo osniva vlastitu stranku – Hrvatska proljeća. Predsjednik je Hrvatske demokršćanske stranke, od njezina osnutka 2009., te njezin suutemeljitelj.

## Osobno
Živi u Segetu Donjem, Općina Seget.